# Sindicato de Empleados Públicos de San Juan
Sindicato de Empleados Públicos de San Juan (kurz: S.E.P. San Juan, deutsch: Gewerkschaft der öffentlich Bediensteten von San Juan) ist ein argentinisches Radsportteam mit Sitz in San Juan.
Die Mannschaft wurde 2015 gegründet und nimmt als Continental Team an den UCI Continental Circuits teil. Manager ist José Alberto Díaz.
Nach positiven Dopingproben von Gonzalo Joaquin Najar auf CERA und Gaston Emiliano Javier auf Steroide im Januar 2018 suspendierte der Weltradsportverband Union Cycliste Internationale die Mannschaft für 45 Tage mit Wirkung vom 15. Januar 2019 bis 1. März 2019.

## Saison 2019

### Erfolge bei den Nationalen Straßen-Radsportmeisterschaften
In den Rennen zu den Nationalen Straßen-Radsportmeisterschaften 2019 gelangen die nachstehenden Erfolge.
| Datum     | Rennen                                         | Sieger           |
| --------- | ---------------------------------------------- | ---------------- |
| 26. April | Argentinische Meisterschaft – Einzelzeitfahren | Juan Pablo Dotti |

## Saison 2018

### Erfolge in der UCI America Tour
In den Rennen der Saison 2018 der UCI America Tour gelangen die nachstehenden Erfolge.
| Datum          | Rennen                                 | Kat. | Sieger           |
| -------------- | -------------------------------------- | ---- | ---------------- |
| 26. Januar     | 5. Etappe Vuelta a San Juan            | 2.1  | Gonzalo Najar    |
| 21.–28. Januar | Gesamtwertung Vuelta a San Juan        | 2.1  | Gonzalo Najar    |
| 24. März       | 2b. Etappe Vuelta Ciclista del Uruguay | 2.2  | Juan Pablo Dotti |

### Erfolge bei den Nationalen Straßen-Radsportmeisterschaften
In den Rennen zu den Nationalen Straßen-Radsportmeisterschaften 2018 gelangen die nachstehenden Erfolge.
| Datum    | Rennen                                         | Sieger          |
| -------- | ---------------------------------------------- | --------------- |
| 30. März | Argentinische Meisterschaft – Einzelzeitfahren | Emiliano Ibarra |

### Mannschaft
| Teamkader 2018              | Teamkader 2018    | Teamkader 2018 | Teamkader 2018                      |
| Name                        | Geburtsdatum      | Land           | Vorheriges Team                     |
| --------------------------- | ----------------- | -------------- | ----------------------------------- |
| Dario Alvarez               | 30. Januar 1990   | Argentinien    |                                     |
| Julián Barrientos           | 12. März 1994     | Argentinien    | Bolivia (2017)                      |
| Lionel Biondo               | 2. Dezember 1989  | Argentinien    |                                     |
| Daniel Díaz                 | 7. Juli 1989      | Argentinien    | Delko-Marseille Provence-KTM (2017) |
| Juan Pablo Dotti            | 24. Juni 1984     | Argentinien    | Cinelli-OPD (2008)                  |
| Emiliano Ibarra             | 20. Januar 1982   | Argentinien    |                                     |
| Gastón Javier               | 3. Juli 1993      | Argentinien    |                                     |
| Mauricio Muller             | 20. Oktober 1981  | Argentinien    |                                     |
| Gonzalo Najar               | 27. November 1993 | Argentinien    |                                     |
| Franklin Olmos              | 14. Januar 1998   | Argentinien    |                                     |
| Ignacio Pérez               | 31. Januar 1987   | Argentinien    |                                     |
| Mauricio Quiroga            | 13. März 1992     | Argentinien    | San Luis Somos Todos (2016)         |
| José Luis Rodríguez Aguilar | 1. Juni 1994      | Chile          |                                     |
| Enzo Silva Naranjo          | 14. Dezember 1998 | Argentinien    |                                     |
| Efrain Toloza               | 17. März 1995     | Argentinien    |                                     |
|                             |                   |                |                                     |
| Quelle: ProCyclingStats     |                   |                |                                     |

## Saison 2017

### Erfolge bei den Nationalen Straßen-Radsportmeisterschaften
In den Rennen zu den Nationalen Straßen-Radsportmeisterschaften 2017 gelangen die nachstehenden Erfolge.
| Datum     | Rennen                                         | Fahrer          |
| --------- | ---------------------------------------------- | --------------- |
| 15. April | Mexikanische Meisterschaft – Einzelzeitfahren  | Ignacio Prado   |
| 21. April | Argentinische Meisterschaft – Einzelzeitfahren | Mauricio Muller |
| 23. April | Argentinische Meisterschaft – Straßenrennen    | Gonzalo Najar   |

### Mannschaft
| Teamkader 2017                            | Teamkader 2017     | Teamkader 2017 | Teamkader 2017                 |
| Name                                      | Geburtsdatum       | Land           | Vorheriges Team                |
| ----------------------------------------- | ------------------ | -------------- | ------------------------------ |
| Dario Alvarez                             | 30. Januar 1990    | Argentinien    |                                |
| Lionel Biondo                             | 2. Dezember 1989   | Argentinien    |                                |
| Juan Pablo Dotti                          | 24. Juni 1984      | Argentinien    | Cinelli-OPD (2008)             |
| Emiliano Ibarra                           | 20. Januar 1982    | Argentinien    |                                |
| Gastón Javier                             | 3. Juli 1993       | Argentinien    |                                |
| Mauricio Muller                           | 20. Oktober 1981   | Argentinien    |                                |
| Gonzalo Najar                             | 27. November 1993  | Argentinien    |                                |
| Franklin Olmos                            | 14. Januar 1998    | Argentinien    |                                |
| Ignacio Pérez                             | 31. Januar 1987    | Argentinien    |                                |
| Ignacio de Jesús Prado                    | 21. September 1993 | Mexiko         | Tennis Stars - Code GTO (2016) |
| Gonzalo Ezequiel Robledo                  | 28. November 1998  | Argentinien    |                                |
| Andrei Sartassov                          | 10. November 1975  | Chile          | San Luis Somos Todos (2015)    |
| Efrain Toloza                             | 17. März 1995      | Argentinien    |                                |
| Fernando Joel Torres                      | 21. Mai 1995       | Argentinien    | San Luis Somos Todos (2016)    |
|                                           |                    |                |                                |
| Quellen: ProCyclingStats Cycling Quotient |                    |                |                                |

## Platzierungen in UCI-Ranglisten
UCI America Tour
| Saison | Mannschaftswertung | Fahrerwertung        |
| ------ | ------------------ | -------------------- |
| 2015   | 24.                | Laureano Rosas (98.) |
| 2016   | 16.                | Laureano Rosas (32.) |